# Rhipidia dione
Rhipidia dione är en tvåvingeart som först beskrevs av Alexander 1964.  Rhipidia dione ingår i släktet Rhipidia och familjen småharkrankar. Inga underarter finns listade i Catalogue of Life.